# Alphonsea mollis
Alphonsea mollis är en kirimojaväxtart som beskrevs av Stephen Troyte Dunn. Alphonsea mollis ingår i släktet Alphonsea och familjen kirimojaväxter. Inga underarter finns listade i Catalogue of Life.